# MOL (podjetje)
MOL (madž. Magyar OLaj- és Gázipari Nyilvánosan működő Részvénytársaság) - je madžarsko naftno/plinska družba. Poleg Madžarske je podjetje prisotno tudi na Bližnjem vzhodu, Afriki in Rusiji. Je drugo največje podjetje centralne in vzhodne Evrope. Največji delničar je Madžarska vlada s 24,7 % deležem. MOL ima več kot 1700 bencinskih servisov v 10 državah in štiri rafinerije, ki se nahajajo na Madžarskem, Hrvaškem in Slovaškem. Skupna kapaciteta rafinerij je okrog 21 milijonov ton na leto.